# Ginosa
Ginosa es una localidad y comune italiana de la provincia de Tarento, región de Apulia, con 22.691 habitantes.

## Evolución demográfica
| Gráfica de evolución demográfica de Ginosa entre 1861 y 2001 |
|                                                              |
| Fuente ISTAT - elaboración gráfica de Wikipedia              |